# Список військовослужбовців ЗСУ, що полягли захищаючи Україну в зоні АТО
Список військовослужбовців ЗСУ, що полягли захищаючи Україну в зоні АТО було створено Міністерством Оборони України в грудні 2014р. і розміщено на їхньому вебресурсі. Список містить імена та дати загибелі військовослужбовців ЗСУ (починаючи з 19 квітня 2014 року), що віддали своє життя боронячи територію України від навали російських терористичних угрупувань та регулярних армійських частин Російської Федерації.

## Список загиблихЗСУв зоніАТО, починаючи від 19 квітня 2014 року
Втрати силових структур внаслідок російського вторгнення в Україну (2014)
| №  | Світлина Емблема | Прізвище, ім'я, по батькові       | Про особу                                                              | Дата смерті    | Обставини смерті |
| -- | ---------------- | --------------------------------- | ---------------------------------------------------------------------- | -------------- | --- |
| 1  |                  | Андрусенко Дмитро Олександрович   | Народився 24 вересня 1992, молодший сержант ЗСУ.                       | 19 квітня 2014 | |
| 2  |                  | Плоходько Руслан Володимирович    | Народився 14 січня 1975, майор ЗСУ.                                    | 2 травня 2014  | |
| 3  |                  | Сабада Олександр Борисович        | Народився 9 жовтня 1979, майор ЗСУ.                                    | 2 травня 2014  | |
| 4  |                  | Руденко Сергій Сергійович         | Народився 13 квітня 1979, майор ЗСУ.                                   | 2 травня 2014  | |
| 5  |                  | Топчій Микола Миколайович         | Народився 1 липня 1973, капітан ЗСУ.                                   | 2 травня 2014  | |
| 6  |                  | Грішин Ігор Іванович              | Народився 11 січня 1975, старший лейтенант ЗСУ.                        | 2 травня 2014  | |
| 7  |                  | Коваленко Петро Миколайович       | Народився 25 лютого 1994, солдат ЗСУ.                                  | 2 травня 2014  | |
| 8  |                  | Панасюк Сергій Іванович           | Народився 20 жовтня 1985, старший солдат ЗСУ.                          | 2 травня 2014  | |
| 9  |                  | Забродський Вадим Йосипович       | Народився 17 червня 1979, капітан ЗСУ.                                 | 13 травня 2014 | |
| 10 |                  | Дульчик Віталій Георгійович       | Народився 24 лютого 1986, старший лейтенант ЗСУ.                       | 13 травня 2014 | |
| 11 |                  | Славицький Олег Вікторович        | Народився 9 серпня 1975, сержант ЗСУ.                                  | 13 травня 2014 | |
| 12 |                  | Рудий Віталій Валентинович        | Народився 31 серпня 1984, молодший сержант ЗСУ.                        | 13 травня 2014 | |
| 13 |                  | Якимов Олександр Валерійович      | Народився 4 червня 1993, старший солдат ЗСУ.                           | 13 травня 2014 | |
| 14 |                  | Хрущ Сергій Юрійович              | Народився 3 жовтня 1975, солдат ЗСУ.                                   | 13 травня 2014 | |
| 15 |                  | Беляк Геннадій Йосипович          | Народився 28 березня 1978, солдат ЗСУ.                                 | 19 травня 2014 | |
| 16 |                  | Полінкевич Леонід Олександрович   | Народився 19 вересня 1983, майор ЗСУ.                                  | 22 травня 2014 | |
| 17 |                  | Овчарук Володимир Борисович       | Народився 18 січня 1979, молодший лейтенант ЗСУ.                       | 22 травня 2014 | |
| 18 |                  | Артемук Олександр Іванович        | Народився 11 вересня 1977, старший сержант ЗСУ.                        | 22 травня 2014 | |
| 19 |                  | Йовзик Дмитро Васильович          | Народився 2 квітня 1983, молодший сержант ЗСУ.                         | 22 травня 2014 | |
| 20 |                  | Бондарук Микола Петрович          | Народився 5 квітня 1991, солдат ЗСУ.                                   | 22 травня 2014 | |
| 21 |                  | Зарадюк Володимир Володимирович   | Народився 14 липня 1991, солдат ЗСУ.                                   | 22 травня 2014 | |
| 22 |                  | Попов Павло Володимирович         | Народився 30 червня 1991, солдат ЗСУ.                                  | 22 травня 2014 | |
| 23 |                  | Грицюк Михайло Михайлович         | Народився 5 червня 1984, солдат ЗСУ.                                   | 22 травня 2014 | |
| 24 |                  | Маринич Віталій Петрович          | Народився 2 лютого 1992, солдат ЗСУ.                                   | 22 травня 2014 | |
| 25 |                  | Озеранчук Леонід Вікторович       | Народився 1 грудня 1991, солдат ЗСУ.                                   | 22 травня 2014 | |
| 26 |                  | Нечипорук Андрій Дмитрович        | Народився 18 лютого 1981, солдат ЗСУ.                                  | 22 травня 2014 | |
| 27 |                  | Прокопчук Володимир Іванович      | Народився 3 березня 1991, солдат ЗСУ.                                  | 22 травня 2014 | |
| 28 |                  | Махновець Віталій Іванович        | Народився 7 квітня 1981, солдат ЗСУ.                                   | 22 травня 2014 | |
| 29 |                  | Біда Євген Миколайович            | Народився 11 лютого 1992, солдат ЗСУ.                                  | 22 травня 2014 | |
| 30 |                  | Ліщук Віталій Леонідович          | Народився 14 травня 1986, солдат ЗСУ.                                  | 22 травня 2014 | |
| 31 |                  | Шкрібляк Дмитро Олександрович     | Народився 19 травня 1993, солдат ЗСУ.                                  | 22 травня 2014 | |
| 32 |                  | Ярошенко Сергій Григорович        | Народився 10 травня 1978, солдат ЗСУ.                                  | 22 травня 2014 | |
| 33 |                  | Ковальчук Олександр Володимирович | Народився 21 березня 1984, солдат ЗСУ.                                 | 22 травня 2014 | |
| 34 |                  | Сенюк Тарас Михайлович            | Народився 22 червня 1980, Герой України (посмертно), полковник ЗСУ.    | 3 червня 2014  | 3 червня 2014 року загинув під час нападу бойовиків на колону сил АТО, яка рухалася з Ізюма в район Слов'янська. Напад був відбитий, але з втратами з боку військовиків. 6 червня року з загиблим попрощався Житомир; 7 червня похований у рідному місті Коломия на головній алеї «Слави» Центрального міського кладовища.                                                                                           |
| 35 |                  | Власенко Юрій Олександрович       | Народився 3 лютого 1985, солдат ЗСУ.                                   | 3 червня 2014  | |
| 36 |                  | Могилко Костянтин Вікторович      | Народився 27 травня 1978, Герой України (посмертно), підполковник ЗСУ. | 6 червня 2014  | Командир екіпажу збитого терористами з ПЗРК над Слов'янськом транспортного літака АН-30Б, що здійснював спостережний політ у зоні АТО. Коли літак почав падати на житлові квартали Слов'янська, пілот, ціною власного життя, скерував його за межі міста. Похований на кладовищі села Пирогове Вінницького району Вінницької області. 17 вересня 2014-го року на його честь у Вінниці встановлено меморіальну дошку. |
| 37 |                  | Камінський Сергій Васильович      | Народився 30 квітня 1975, майор ЗСУ.                                   | 6 червня 2014  | |
| 38 |                  | Дришлюк Павло В'ячеславович       | Народився 24 квітня 1973, капітан ЗСУ.                                 | 6 червня 2014  | |
| 39 |                  | Потапенко Олексій Володимирович   | Народився 31 січня 1978, прапорщик ЗСУ.                                | 6 червня 2014  | |
| 40 |                  | Момот Володимир Миколайович       | Народився 21 липня 1974, прапорщик ЗСУ.                                | 6 червня 2014  | |
| 41 |                  | Шерстньов Сергій Андрійович       | Народився 20 жовтня 1988, солдат ЗСУ.                                  | 12 червня 2014 | |
| 42 |                  | Татарінов Сергій Петрович         | Народився 28 листопада 1978, старший сержант ЗСУ.                      | 12 червня 2014 | |
| 43 |                  | Бурко Євген Володимирович         | Народився 8 липня 1991, сержант ЗСУ.                                   | 12 червня 2014 | |
| 44 |                  | Тихолоз Андрій Павлович           | Народився 10 вересня 1979, капітан ЗСУ.                                | 13 червня 2014 | |
| 45 |                  | Ігнатченко Антон Геннадійович     | Народився 14 вересня 1995, солдат ЗСУ.                                 | 13 червня 2014 | |